# فرض دو راهه بودن خواندن به صدای بلند

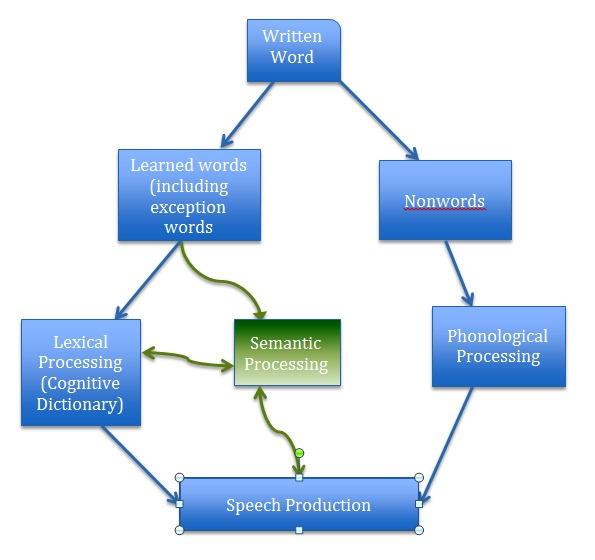
سازوکار درگیر در پردازش دو-راهه، حرکت از شناسایی واژه نوشته شده به تولید گفتار.

فرض دو-راهه بودن خواندن به صدای بلند اولین بار در دهه ۱۹۷۰ معرفی شد. این نظریه بیان می‌کند که دو سازوکار ذهنی مجزا، یا راه شناختی در خواندن به صدای بلند درگیر هستند، که خروجی هر دو سازوکار در تلفظ یک محرک نوشتاری مشارکت دارد.

### مسیر فرهنگ واژگانی
مسیر فرهنگ واژگانی فرایندی است که در آن یک خواننده ماهر می‌تواند واژه‌های شناخته شده را فقط با یک رویت سطحی از طریق یک فرایند وارسی «واژه‌نامه» ای یشناسد.

### مسیر غیرواژگانی یا کوچک‌واژگانی
از جهت دیگر در مسیر غیرواژگانی یا کوچک‌واژگانی فرایندی است که به موجب آن خواننده یک حرف نوشته شده را صدا می زند. این کار از طریق شناسایی بخش‌های سازنده کلمه (حرف، واج، تک‌نگاره) و سپس اعمال دانش در باره آنکه چگونه این بخش‌ها با هم مرتبط می‌شوند ایجاد می‌شود، مثلا چگونه یک رشته از حروف نزدیک هم با هم صدا تولید می‌کنند.